# معادن و ذخایر اورانیوم طبیعی ایران
کمبود ذخایر معدنی اورانیوم یا کشف نشدن آنها در ایران سبب شده‌است که از دوره پیش از انقلاب اسلامی ایران، کشور برای تأمین اورانیوم مورد نیاز برای برنامه هسته‌ای خود به واردات ماده معدنی اورانیوم، کیک زرد یا اورانیوم غنی شده توجه کند. اگرچه راه‌های جدیدی از جمله استخراج اورانیوم از آب دریاها و استخراج سنگ اورانیوم از کف دریا نیز وجود دارند.
طبق اظهارات بهروز کمالموندي، سخنگوی سازمان انرژی اتمی ایران، با تولید ۴۰ تن کیک زرد در سال ایران می تواند دسته کم سوخت نيروگاه هسته‌اي بوشهر و چند راکتور ماژولار کوچک که در نظر دارد در سال‌های آینده بسازد، برآید.

## ایجاد نیاز به استخراج و فرآوری اورانیوم
مطابق گزارشی که فدراسیون دانشمندان آمریکایی به همراه موقوفه کارنگی در سال ۲۰۱۳ میلادی دربارهٔ ذخایر اورانیوم ایران و تاریخچه تلاش برای تهیه اورانیوم تهیه کرده آمده‌است که به لحاظ تاریخی بعد از افزایش شدید قیمت نفت در سال ۱۹۷۴ میلادی حکومت شاه با توجه به توصیه مؤسسه تحقیقاتی استنفورد در این سال که ایران برای رسیدن به موقعیت یک قدرت بزرگ نیاز به ۲۳ هزار مگاوات برق هسته ای تا سال ۱۹۹۴ میلادی دارد، به‌صورت ناگهانی تصمیم گرفت که انرژی هسته‌ای را در حکم یک اولویت در دستور کار خود قرار دهد. مقامات دولتی اظهار می‌داشتند، نفت منبع ارزشمندی است که نباید با سوزاندن تلف شود و بنابراین لازم است، الگوی انرژی مصرفی ایران تغییر کند. این اظهارات با وجود به صرفه نبودن تولید انرژی هسته ای در آن زمان در مقایسه با دیگر منابع انرژی بود که شائبه اهدافی فراتر از تولید برق هسته ای را ایجاد می‌کرد. در آن زمان مقامات ایران از هدف بهره‌برداری از یک نیروگاه در هر سال سخن می‌گفتند در حالی که از لحاظ فنی نیز هدفی غیر واقع بینانه بود.
جدای از برنامه ساخت نیروگاه هسته‌ای، حکومت ایران در آن زمان طرح‌هایی را هم برای تأمین سوخت نیروگاه، استخراج و غنی سازی در پیش گرفت. اکبر اعتماد، اولین رئیس سازمان انرژی اتمی ایران نیز در گفت‌وگو با ایسنا در دی ماه ۹۲ در پاسخ به این پرسش، که چرا وقتی رابطه سیاسی ایران در زمان شاه با آمریکا و کشورهای اروپایی خوب بود اصرار بر غنی‌سازی در خاک ایران داشتید؟ گفت:
از آنجایی که در شرکت تولید سوخت فرانسوی اورودیف شریک شده بودیم می‌گفتند نباید از بابت سوخت نگرانی داشته باشید اما من همیشه فکر می‌کردم و می‌ترسیدم که اینها (آمریکا و اروپا) یک‌روز بهانه بیاورند و به ما سوخت ندهند، بنابراین به این سمت رفتیم که خودمان هم این تکنولوژی را یاد بگیریم.
چندسال بعد از انقلاب، فرانسه اعلام کرد اورانیوم غنی‌شده به ایران از سهمی که در شرکت اورودیف دارد را نمی‌دهد. در ۲۳فوریه سال۱۹۷۴ پیش از اینکه ایران موافقتنامه ان‌پی‌تی را امضا کند، ایران قراردادی با فرانسه امضا کرد که بر پایه آن کمپانی «سوفیدف» با سرمایه‌گذاری مشترک تشکیل شد و وام‌هایی به ارزش یک میلیارد و ۱۸۰ میلیون دلار برای ساخت مجتمع غنی‌سازی اورودیف (Eurodif) از سوی ایران پرداخت شد. به عنوان بخشی از توافق بر سر این موضوع، شرکت سوفیدیف (Sofidif) با سهم ۴۰ درصدی ایران و ۶۰ درصدی فرانسه ایجاد شد. سوفیدیف ۲۵٪ سهام اورودیف را داشت و در نتیجه سهمی ۱۰درصدی از سوخت تولیدی اورودیف به ایران می‌رسید. به علاوه، ایران قراردادی ۷۰۰ میلیون دلاری برای خرید ۶۰۰ تن کیک زرد با آفریقای جنوبی به امضا رساند و ۱۵ درصد سهام معدن اورانیوم RTZ را هم خرید. همزمان برنامه گسترده اکتشاف اورانیوم در ایران به اجرا گذاشته شد.
انقلاب اسلامی سبب وقفه در برنامه هسته‌ای ایران شد و چندین پرونده حقوقی دربارهٔ اجزای مختلف برنامه متوقف شده ایران مطرح شد. پرونده اختلاف با فرانسه بر سر اورودیف نهایتاً در سال ۱۹۹۱ میلادی به صدور رأی رسید و ۱٫۶ میلیارد دلار به دلیل وام و بهره آن به ایران پرداخته شد. ایران هنوز هم غیرمستقیم سهامدار اورودیف است، ولی ظاهراً بر اساس رأی صادره در سال ۱۹۹۱ دیگر هیچ حقی نسبت به اورانیوم غنی شده در این تأسیسات ندارد.
بنا به آمار آژانس بین‌المللی انرژی اتمی در سال ۲۰۱۱ ذخایر قطعی ایران حدود ۷۰۰ تن و از نوعی بوده که هزینه استخراج آن زیاد (۲۶۰ دلار به ازای هر کیلو) است. میزان ذخایر غیرقطعی و احتمالی ایران ۲۸هزار تن برآورد شده‌است. مقامات ایران در سال ۲۰۱۳ اعلام کرده‌اند که ذخایر جدیدی کشف شده، ولی میزان واقعی این ذخایر هنوز روشن نشده‌است.

## اکتشافات صورت گرفته
علی‌اکبر صالحی در شهریور ۱۳۹۴ از انجام عملیات اکتشاف منابع معدنی اورانیوم در ۶۳درصد خاک کشور و پایان عملیات اکتشاف در چهار سال آینده خبر داده داد و گفت: «من نمی‌توانم دربارهٔ میزان ذخایر معادن اورانیوم کشور صحبت کنم اما این موضوع قابل توجه است که قبل از شناسایی هوایی به میزان ذخایر معدنی امید چندانی نداشتیم، خوشبختانه بعد از اکتشافات، میزان ذخایر امیدبخش شده‌است. در شرایط کنونی، روند استخراج از معادن اورانیوم ساغند یزد آغاز شده‌است، همچنین معدن اردکان نیز در آینده‌ای نزدیک مورد بهره‌برداری قرار می‌گیرد».
وی در اسفند ۱۳۹۸ اظهار کرد که سازمان انرژی اتمی از طریق هلیکوپتر ۷۸ درصد از سرزمین ایران را پوشش هوایی داده‌است. گرچه هدف سازمان یافتن اورانیوم است اما معادن دیگر همزاد با اورانیوم مانند آهن، مس و عناصر نادر خاکی نیز مدنظر قرار دارند.
طبق گزارش سال 2020 دربارهٔ ذخایر اورانیوم طبیعی هر کشور در جزوه «Uranium 2020: Resources, Production and Demand" که طبق اطلاعاتی که به صورت خوداظهاری به آژانس بین‌المللی انرژی اتمی و آژانس انرژی هسته‌ای (زیر مجموعه سازمان همکاری و توسعه اقتصادی) گزارش شده، ذخایر هر کشور به‌صورت زیر است:
در فروردین ۱۴۰۰، بهروز کمالوندي، سخنگوی سازمان انرژی اتمی در گفتگو با تابناک اظهار کرد:
در حوزه اکتشاف هم اکتشاف هوایی باعث شده ذخایر اورانیوم جدیدی کشف کنیم. اگر در گذشته گمان می‌کردیم به لحاظ منابع، کشور فقیری هستیم الان مشخص شده اگر در دارا بودن این منابع غنی نباشیم فقیر هم نیستیم. 
با کشف ۴ حوزه جدید غیر از مجتمع معدنی استخراج اورنیوم ساغند، کیک زرد بیشتری خواهیم داشت. اگر چه هدف گذاری ما تولید سالانه صد تن کیک زرد در کشور است، اما همین که در این چند سال توانسته ایم از رقم ۴ تن به ۴۰ تن استخراج اورانیوم برسیم نشان می‌دهد که جهش خوبی صورت گرفته است. ضمن آنکه در حوزه اکتشاف نیز زمانی از تجهیزاتی استفاده می‌کردیم که با به کارگیری آن‌ها تنها می‌توانستیم تا عمق ۵۰ الی ۱۰۰ متری زمین را پی جویی کنیم، اما هم اکنون با روش‌های جدید می‌توانیم تا اعماق ۶۰۰ - ۷۰۰ متری زمین را مورد بررسی قرار دهیم.